# Campeonato Brasileño de Fútbol 2013
El Campeonato Brasileño de Fútbol 2013 fue la  58.ª edición del Campeonato Brasileño de Serie A. El mismo comenzó el 26 de mayo de 2013 y finalizó el 8 de diciembre del corriente año. El sistema de juego es la misma de las seis temporadas anteriores. Los 20 equipos participantes se enfrentan en partidos de todos contra todos.
En esta temporada el campeón fue el Cruzeiro que se adjudicó el torneo a falta de cuatro fechas, obteniendo así su tercer título liguero. Por su parte descendieron dos equipos grandes de Brasil, como lo son el Fluminense (campeón de la edición 2012) y el Vasco da Gama, con cinco y cuatro títulos logrados respectivamente en total, pero tras la inclusión de un jugador suspendido por parte del Portuguesa en su último partido, el Tribunal Supremo de Justicia Deportiva de Brasil (TSJD) decidió sancionarlo a este último con una quita de 4 puntos que le significó el descenso y al Fluminense la permanencia en la categoría.

## Sistema de competición
Los participantes del torneo se enfrentaron en partidos de ida y vuelta, en un sistema de todos contra todos. El equipo que auspició de local en la primera vuelta, en la segunda vuelta del campeonato jugó de visitante. El equipo con más puntos en la tabla de clasificación, será quien se corone cómo campeón del Brasileirão 2013. A su vez, los cuatro equipos que finalicen con menos puntos en la tabla de clasificación descenderán y jugarán la Serie B del siguiente año.
Criterios de desempate
- Partidos ganados
- Diferencia de goles
- Goles a favor
- Enfrentamientos directos
- Cantidad de tarjetas amarillas
- Cantidad de tarjetas rojas

Clasificación a copas internacionales
- Los primeros dos posicionados del campeonato, se clasifican directamente a la Copa Libertadores 2014. Además, los equipos ubicados en los puestos 2.º y 3.° en la tabla de clasificación del Campeonato Brasileño, se clasifican a la primera fase de la Copa Libertadores 2014, mientras que el 4° clasifica a la primera fase.

- Para clasificar a la Copa Sudamericana del año siguiente se tuvo en cuenta el rendimiento de los clubes en la Copa do Brasil, que se ha ampliado y tendrá equipos que compiten en la Copa Libertadores en el mismo año.

## Equipos participantes

### Ascensos y descensos
| Pos. | Descendidos en la temporada 2012 |
| ---- | -------------------------------- |
| 17.º | Sport Recife                     |
| 18.º | Palmeiras                        |
| 19.º | Atlético Goianiense              |
| 20.º | Figueirense                      |

| Pos. | Ascendidos de la Serie B 2012 |
| ---- | ----------------------------- |
| 1.º  | Goiás                         |
| 2.º  | Criciúma                      |
| 3.º  | Atlético Paranaense           |
| 4.º  | Vitória                       |

### Información de equipos
| Equipo              | Entrenador          | Ciudad             | Estadio                 | Capacidad | Posición 2012 |
| ------------------- | ------------------- | ------------------ | ----------------------- | --------- | ------------- |
| Atlético Mineiro    | Cuca                | Belo Horizonte, MG | Independência           | 23.018    | 2°            |
| Atlético Paranaense | Vágner Mancini      | Curitiba, PR       | Vila Capanema           | 16.200    | 3° (Serie B)  |
| Bahia               | Cristóvão Borges    | Salvador, BA       | Arena Fonte Nova        | 55.000    | 15°           |
| Botafogo            | Oswaldo de Oliveira | Río de Janeiro, RJ | Maracanã                | 78.838    | 7°            |
| Corinthians         | Tite                | São Paulo, SP      | Pacaembu                | 40.117    | 6°            |
| Coritiba            | Tcheco              | Curitiba, PR       | Couto Pereira           | 37.182    | 13°           |
| Criciúma            | Argel Fucks         | Criciúma, SC       | Heriberto Hülse         | 19.900    | 2° (Serie B)  |
| Cruzeiro            | Marcelo Oliveira    | Belo Horizonte, MG | Mineirão                | 76.500    | 9°            |
| Flamengo            | Jaime de Almeida    | Río de Janeiro, RJ | Nacional Mané Garrincha | 72.888    | 11°           |
| Fluminense          | Dorival Júnior      | Río de Janeiro, RJ | Maracanã                | 78.838    | 1°            |
| Goiás               | Enderson Moreira    | Goiânia, GO        | Serra Dourada           | 50.049    | 1° (Serie B)  |
| Grêmio              | Renato Portaluppi   | Porto Alegre, RS   | Arena do Grêmio         | 60.540    | 3°            |
| Internacional       | Clemer              | Porto Alegre, RS   | Centenário              | 30.822    | 10°           |
| Náutico             | Marcelo Martelotte  | Recife, PE         | Arena Pernambuco        | 46.154    | 12°           |
| Ponte Preta         | Jorginho            | Campinas, SP       | Moisés Lucarelli        | 19.728    | 14°           |
| Portuguesa          | Guto Ferreira       | São Paulo, SP      | Canindé                 | 21.004    | 16°           |
| Santos              | Claudinei Oliveira  | Santos, SP         | Vila Belmiro            | 18.600    | 8°            |
| São Paulo           | Muricy Ramalho      | São Paulo, SP      | Morumbi                 | 67.428    | 4°            |
| Vasco da Gama       | Adílson Batista     | Río de Janeiro, RJ | São Januário            | 23.150    | 5°            |
| Vitória             | Ney Franco          | Salvador, BA       | Manoel Barradas         | 35.632    | 4° (Serie B)  |

### Distribución geográfica
| Estado             | N.º | Equipos                                                  |
| ------------------ | --- | -------------------------------------------------------- |
| São Paulo          | 5   | Corinthians, Ponte Preta, Portuguesa, Santos y São Paulo |
| Río de Janeiro     | 4   | Botafogo, Flamengo, Fluminense y Vasco da Gama           |
| Bahía              | 2   | Bahía y Vitória                                          |
| Minas Gerais       | 2   | Atlético Mineiro y Cruzeiro                              |
| Paraná             | 2   | Atlético Paranaense y Coritiba                           |
| Río Grande del Sur | 2   | Grêmio e Internacional                                   |
| Goiás              | 1   | Goiás                                                    |
| Pernambuco         | 1   | Náutico                                                  |
| Santa Catarina     | 1   | Criciúma                                                 |
| Total              | 20  |                                                          |

## Tabla de posiciones
| Pos. | Equipo              | Pts. | PJ | PG | PE | PP | GF | GC | Dif. |
| ---- | ------------------- | ---- | -- | -- | -- | -- | -- | -- | ---- |
| 1°   | Cruzeiro (C)        | 76   | 38 | 23 | 7  | 8  | 77 | 37 | 40   |
| 2°   | Grêmio              | 65   | 38 | 18 | 11 | 9  | 42 | 35 | 7    |
| 3°   | Atlético Paranaense | 64   | 38 | 18 | 10 | 10 | 65 | 49 | 16   |
| 4°   | Botafogo            | 61   | 38 | 17 | 10 | 11 | 55 | 41 | 14   |
| 5°   | Vitória             | 59   | 38 | 16 | 11 | 11 | 59 | 53 | 6    |
| 6°   | Goiás               | 59   | 38 | 16 | 11 | 11 | 48 | 44 | 4    |
| 7°   | Santos              | 57   | 38 | 15 | 12 | 11 | 51 | 38 | 13   |
| 8°   | Atlético Mineiro1   | 57   | 38 | 15 | 12 | 11 | 49 | 38 | 11   |
| 9°   | São Paulo           | 50   | 38 | 14 | 8  | 16 | 39 | 40 | -1   |
| 10°  | Corinthians         | 50   | 38 | 11 | 17 | 10 | 27 | 22 | 5    |
| 11°  | Coritiba            | 48   | 38 | 12 | 12 | 14 | 42 | 45 | -3   |
| 12°  | Bahía               | 48   | 38 | 12 | 12 | 14 | 37 | 45 | -8   |
| 13°  | Internacional       | 48   | 38 | 11 | 15 | 12 | 51 | 52 | -1   |
| 14°  | Criciúma            | 46   | 38 | 13 | 7  | 18 | 49 | 63 | -14  |
| 15°  | Fluminense          | 46   | 38 | 12 | 10 | 16 | 43 | 47 | -4   |
| 16°  | Flamengo2 3         | 45   | 38 | 12 | 13 | 13 | 43 | 46 | -3   |
| 17°  | Portuguesa4 (D)     | 45   | 38 | 12 | 12 | 14 | 50 | 46 | 4    |
| 18°  | Vasco da Gama (D)   | 44   | 38 | 11 | 11 | 16 | 50 | 61 | -11  |
| 19°  | Ponte Preta (D)     | 37   | 38 | 9  | 10 | 19 | 37 | 55 | -18  |
| 20°  | Náutico (D)         | 20   | 38 | 5  | 5  | 28 | 22 | 79 | -57  |

|                                    |
| Bandera del estado de Minas Gerais |
| Campeón Cruzeiro EC 3.er título    |

|  | Campeón. Clasificado a la segunda fase de la Copa Libertadores 2014. (C) |
|  | Clasificado a la segunda fase de la Copa Libertadores 2014.              |
|  | Clasificado a la primera fase de la Copa Libertadores 2014.              |
|  | Descendido a la Serie B 2014. (D)                                        |

1: Campeón de la Copa Libertadores 2013.

2: Campeón de la Copa de Brasil 2013.

3: Sufrió la quita de 4 puntos por incluir a un jugador suspendido en el partido de la última fecha.

4: Sufrió la quita de 4 puntos por incluir a un jugador suspendido en el partido de la última fecha del campeonato contra Grêmio.

### Evolución de las posiciones
| Equipo / Jornada | 1  | 2  | 3  | 4  | 5  | 6  | 7  | 8  | 9  | 10 | 11 | 12 | 13 | 14 | 15 | 16 | 17 | 18 | 19 | 20 | 21 | 22 | 23 | 24 | 25 | 26 | 27 | 28 | 29 | 30 | 31 | 32 | 33 | 34 | 35 | 36 | 37 | 38 |
| Equipo / Jornada |    |    |    |    |    |    |    |    |    |    |    |    |    |    |    |    |    |    |    |    |    |    |    |    |    |    |    |    |    |    |    |    |    |    |    |    |    |    |
| ---------------- | -- | -- | -- | -- | -- | -- | -- | -- | -- | -- | -- | -- | -- | -- | -- | -- | -- | -- | -- | -- | -- | -- | -- | -- | -- | -- | -- | -- | -- | -- | -- | -- | -- | -- | -- | -- | -- | -- |
| Atl. Mineiro     | 14 | 18 | 19 | 20 | 18 | 13 | 9  | 10 | 13 | 16 | 17 | 16 | 16 | 15 | 14 | 12 | 13 | 15 | 16 | 10 | 10 | 12 | 8  | 5  | 5  | 5  | 5  | 5  | 7  | 6  | 7  | 6  | 7  | 6  | 7  | 6  | 7  | 8  |
| Atl. Paranaense  | 15 | 13 | 14 | 12 | 15 | 19 | 19 | 18 | 16 | 10 | 8  | 4  | 5  | 7  | 5  | 4  | 3  | 2  | 4  | 4  | 4  | 4  | 3  | 4  | 4  | 3  | 4  | 4  | 3  | 3  | 4  | 2  | 2  | 2  | 4  | 2  | 3  | 3  |
| Bahía            | 17 | 15 | 10 | 7  | 8  | 11 | 7  | 6  | 5  | 3  | 5  | 7  | 9  | 10 | 10 | 7  | 8  | 11 | 13 | 15 | 14 | 13 | 10 | 11 | 13 | 14 | 11 | 12 | 14 | 16 | 15 | 15 | 15 | 17 | 16 | 13 | 12 | 12 |
| Botafogo         | 10 | 5  | 3  | 6  | 3  | 1  | 3  | 1  | 3  | 1  | 1  | 2  | 2  | 1  | 1  | 2  | 4  | 3  | 2  | 2  | 2  | 2  | 2  | 3  | 3  | 4  | 3  | 2  | 4  | 4  | 2  | 4  | 4  | 5  | 5  | 5  | 5  | 4  |
| Corinthians      | 11 | 12 | 5  | 13 | 13 | 7  | 12 | 13 | 11 | 9  | 7  | 8  | 4  | 6  | 4  | 5  | 5  | 5  | 5  | 6  | 6  | 7  | 11 | 13 | 9  | 9  | 12 | 11 | 13 | 12 | 12 | 12 | 12 | 10 | 9  | 10 | 10 | 10 |
| Coritiba         | 5  | 6  | 6  | 1  | 1  | 2  | 1  | 2  | 4  | 2  | 3  | 3  | 3  | 3  | 6  | 6  | 6  | 8  | 8  | 8  | 7  | 8  | 12 | 14 | 15 | 15 | 15 | 16 | 16 | 14 | 13 | 13 | 13 | 14 | 17 | 17 | 16 | 11 |
| Criciúma         | 2  | 9  | 12 | 9  | 10 | 17 | 17 | 12 | 14 | 14 | 16 | 17 | 18 | 17 | 17 | 15 | 12 | 9  | 11 | 12 | 15 | 17 | 17 | 17 | 18 | 18 | 18 | 17 | 17 | 18 | 19 | 19 | 17 | 15 | 14 | 15 | 15 | 14 |
| Cruzeiro         | 1  | 2  | 7  | 2  | 5  | 5  | 4  | 3  | 1  | 4  | 2  | 1  | 1  | 2  | 2  | 1  | 1  | 1  | 1  | 1  | 1  | 1  | 1  | 1  | 1  | 1  | 1  | 1  | 1  | 1  | 1  | 1  | 1  | 1  | 1  | 1  | 1  | 1  |
| Flamengo         | 12 | 16 | 16 | 19 | 14 | 18 | 11 | 15 | 15 | 17 | 12 | 13 | 11 | 11 | 12 | 14 | 15 | 14 | 15 | 11 | 13 | 15 | 16 | 15 | 11 | 12 | 7  | 10 | 10 | 11 | 11 | 10 | 11 | 12 | 12 | 11 | 11 | 16 |
| Fluminense       | 6  | 8  | 4  | 8  | 4  | 4  | 10 | 14 | 17 | 12 | 11 | 12 | 14 | 14 | 13 | 15 | 16 | 16 | 14 | 16 | 12 | 10 | 13 | 8  | 8  | 11 | 14 | 13 | 15 | 15 | 16 | 16 | 18 | 16 | 15 | 16 | 18 | 15 |
| Goiás            | 20 | 17 | 17 | 14 | 17 | 12 | 13 | 9  | 10 | 11 | 13 | 10 | 12 | 12 | 9  | 10 | 9  | 7  | 9  | 9  | 8  | 9  | 6  | 10 | 12 | 13 | 9  | 8  | 6  | 5  | 5  | 5  | 5  | 4  | 3  | 4  | 4  | 6  |
| Grêmio           | 3  | 7  | 8  | 5  | 7  | 8  | 6  | 8  | 7  | 7  | 9  | 9  | 7  | 4  | 3  | 3  | 2  | 4  | 3  | 3  | 3  | 3  | 4  | 2  | 2  | 2  | 2  | 3  | 2  | 2  | 3  | 3  | 3  | 3  | 2  | 3  | 2  | 2  |
| Internacional    | 8  | 4  | 9  | 11 | 11 | 6  | 5  | 4  | 2  | 5  | 4  | 5  | 6  | 8  | 8  | 8  | 7  | 6  | 6  | 5  | 5  | 5  | 5  | 7  | 10 | 7  | 8  | 7  | 8  | 9  | 10 | 11 | 10 | 11 | 11 | 12 | 14 | 13 |
| Náutico          | 18 | 20 | 20 | 15 | 19 | 20 | 20 | 20 | 19 | 20 | 20 | 20 | 20 | 20 | 20 | 20 | 20 | 20 | 20 | 20 | 20 | 20 | 20 | 20 | 20 | 20 | 20 | 20 | 20 | 20 | 20 | 20 | 20 | 20 | 20 | 20 | 20 | 20 |
| Ponte Preta      | 19 | 10 | 11 | 16 | 20 | 16 | 15 | 17 | 12 | 15 | 15 | 15 | 13 | 13 | 16 | 17 | 18 | 19 | 19 | 19 | 19 | 19 | 19 | 19 | 19 | 19 | 19 | 19 | 19 | 19 | 17 | 18 | 19 | 19 | 19 | 19 | 19 | 19 |
| Portuguesa       | 16 | 19 | 18 | 17 | 12 | 15 | 16 | 19 | 20 | 19 | 19 | 19 | 17 | 18 | 18 | 19 | 17 | 17 | 17 | 17 | 18 | 16 | 14 | 12 | 14 | 10 | 13 | 14 | 11 | 13 | 14 | 14 | 14 | 13 | 13 | 14 | 13 | 17 |
| Santos           | 13 | 14 | 15 | 18 | 16 | 10 | 8  | 7  | 9  | 13 | 14 | 14 | 15 | 16 | 15 | 13 | 11 | 13 | 7  | 7  | 9  | 11 | 7  | 9  | 7  | 8  | 10 | 9  | 9  | 8  | 8  | 9  | 9  | 9  | 10 | 8  | 8  | 7  |
| São Paulo        | 4  | 1  | 1  | 3  | 6  | 9  | 14 | 16 | 18 | 18 | 18 | 18 | 19 | 19 | 19 | 18 | 19 | 18 | 18 | 18 | 16 | 14 | 15 | 16 | 17 | 16 | 16 | 15 | 12 | 10 | 9  | 8  | 8  | 8  | 8  | 9  | 9  | 9  |
| Vasco da Gama    | 7  | 11 | 13 | 10 | 9  | 14 | 18 | 11 | 8  | 8  | 10 | 11 | 10 | 9  | 11 | 11 | 14 | 10 | 10 | 14 | 17 | 18 | 18 | 18 | 16 | 17 | 17 | 18 | 18 | 17 | 18 | 17 | 16 | 18 | 18 | 18 | 17 | 18 |
| Vitória          | 9  | 3  | 2  | 4  | 2  | 3  | 2  | 5  | 6  | 6  | 6  | 6  | 8  | 5  | 7  | 9  | 10 | 12 | 12 | 13 | 11 | 6  | 9  | 6  | 6  | 6  | 6  | 6  | 5  | 7  | 6  | 7  | 6  | 7  | 6  | 7  | 6  | 5  |

## Resultados
Los horarios corresponden al huso horario UTC-3 de América Latina oriental.

### Primera rueda
| Vasco da Gama | 1 - 0 | Portuguesa          | Estadio São Januário     | 25 de mayo | 18:30 |
| Vitória       | 2 - 2 | Internacional       | Arena Fonte Nova         | 25 de mayo | 18:30 |
| Corinthians   | 1 - 1 | Botafogo            | Estadio Pacaembu         | 25 de mayo | 21:00 |
| Grêmio        | 2 - 0 | Náutico             | Estadio Alfredo Jaconi   | 26 de mayo | 16:00 |
| Ponte Preta   | 0 - 2 | São Paulo           | Estadio Moisés Lucarelli | 26 de mayo | 16:00 |
| Criciúma      | 3 - 1 | Bahía               | Estadio Heriberto Hülse  | 26 de mayo | 16:00 |
| Santos        | 0 - 0 | Flamengo            | Estadio Nacional         | 26 de mayo | 16:00 |
| Fluminense    | 2 - 1 | Atlético Paranaense | Estadio Moacyrzão        | 26 de mayo | 18:30 |
| Cruzeiro      | 5 - 0 | Goiás               | Estadio Independência    | 26 de mayo | 18:30 |
| Coritiba      | 2 - 1 | Atlético Mineiro    | Estadio Couto Pereira    | 26 de mayo | 18:30 |

| Atlético Paranaense | 2 - 2 | Cruzeiro      | Estadio Vila Olímpica do Boqueirão | 29 de mayo  | 15:00 |
| Botafogo            | 2 - 1 | Santos        | Estadio Raulino de Oliveira        | 29 de mayo  | 19:30 |
| São Paulo           | 5 - 1 | Vasco da Gama | Estadio Morumbi                    | 29 de mayo  | 19:30 |
| Flamengo            | 0 - 2 | Ponte Preta   | Estadio Helenão                    | 29 de mayo  | 21:00 |
| Bahía               | 0 - 0 | Coritiba      | Estadio Roberto Santos             | 29 de mayo  | 21:00 |
| Náutico             | 0 - 3 | Vitória       | Estadio Aflitos                    | 29 de mayo  | 21:00 |
| Goiás               | 1 - 1 | Corinthians   | Estadio Serra Dourada              | 29 de mayo  | 22:00 |
| Internacional       | 2 - 0 | Criciúma      | Estadio Centenário                 | 30 de mayo  | 21:00 |
| Atlético Mineiro    | 2 - 0 | Grêmio        | Estadio Arena do Jacaré            | 9 de junio  | 18:30 |
| Portuguesa          | 2 - 1 | Fluminense    | Estadio do Canindé                 | 12 de junio | 22:00 |

| Botafogo            | 2 - 1 | Cruzeiro      | Estadio da Cidadania    | 1 de junio | 16:20 |
| Atlético Paranaense | 2 - 2 | Flamengo      | Estadio Arena Joinville | 1 de junio | 16:20 |
| Santos              | 1 - 1 | Grêmio        | Estadio Urbano Caldeira | 1 de junio | 16:20 |
| Vitória             | 2 - 0 | Vasco da Gama | Estadio Barradão        | 1 de junio | 18:30 |
| Goiás               | 1 - 1 | Coritiba      | Estadio Serra Dourada   | 1 de junio | 18:30 |
| Corinthians         | 1 - 0 | Ponte Preta   | Estadio Pacaembu        | 1 de junio | 21:00 |
| Fluminense          | 3 - 0 | Criciúma      | Estadio Moacyrzão       | 2 de junio | 18:30 |
| Internacional       | 1 - 2 | Bahía         | Estadio Centenário      | 2 de junio | 18:30 |
| Náutico             | 2 - 2 | Portuguesa    | Estadio Aflitos         | 2 de junio | 18:30 |
| Atlético Mineiro    | 0 - 0 | São Paulo     | Estadio Independência   | 2 de junio | 18:30 |

| São Paulo     | 0 - 1 | Goiás               | Estadio Morumbi           | 5 de junio | 19:30 |
| Criciúma      | 3 - 1 | Santos              | Estadio Heriberto Hülse   | 5 de junio | 19:30 |
| Portuguesa    | 1 - 1 | Internacional       | Estadio do Canindé        | 5 de junio | 19:30 |
| Grêmio        | 1 - 0 | Vitória             | Estadio Arena do Grêmio   | 5 de junio | 21:00 |
| Ponte Preta   | 3 - 4 | Atlético Paranaense | Estadio Moisés Lucarelli  | 5 de junio | 21:00 |
| Vasco da Gama | 2 - 0 | Atlético Mineiro    | Estadio da Cidadania      | 5 de junio | 21:00 |
| Flamengo      | 0 - 1 | Náutico             | Estadio Orlando Scarpelli | 5 de junio | 22:00 |
| Bahía         | 2 - 1 | Botafogo            | Estadio Batistão          | 5 de junio | 22:00 |
| Cruzeiro      | 1 - 0 | Corinthians         | Estadio Arena do Jacaré   | 5 de junio | 22:00 |
| Coritiba      | 2 - 1 | Fluminense          | Estadio Couto Pereira     | 6 de junio | 21:00 |

| Criciúma      | 0 - 3 | Flamengo            | Estadio Heriberto Hulse     | 8 de junio  | 16:20 |
| Cruzeiro      | 2 - 2 | Internacional       | Estadio Arena do Jacaré     | 8 de junio  | 16:20 |
| Vasco da Gama | 1 - 1 | Bahía               | Estadio Raulino de Oliveira | 8 de junio  | 18:30 |
| Corinthians   | 0 - 0 | Portuguesa          | Estadio Pacaembú            | 8 de junio  | 18:30 |
| Ponte Preta   | 0 - 2 | Botafogo            | Estadio Moisés Lucarelli    | 8 de junio  | 21:00 |
| Fluminense    | 2 - 1 | Goiás               | Estadio Moacyrzão           | 9 de junio  | 18:30 |
| Vitória       | 3 - 2 | Atlético Paranaense | Estadio Joia da Princesa    | 9 de junio  | 18:30 |
| Coritiba      | 1 - 0 | Náutico             | Estadio Couto Pereira       | 9 de junio  | 18:30 |
| Santos        | 1 - 0 | Atlético Mineiro    | Estadio Vila Belmiro        | 12 de junio | 19:30 |
| Grêmio        | 1 - 1 | São Paulo           | Estadio Arena do Grêmio     | 12 de junio | 22:00 |

| Flamengo            | 2 - 2 | Coritiba      | Estadio Mané Garrincha | 6 de julio | 18:30 |
| Náutico             | 1 - 3 | Ponte Preta   | Arena Pernambuco       | 6 de julio | 18:30 |
| Atlético Paranaense | 1 - 1 | Grêmio        | Vila Capanema          | 6 de julio | 18:30 |
| Portuguesa          | 1 - 1 | Cruzeiro      | Estadio do Canindé     | 6 de julio | 21:00 |
| São Paulo           | 0 - 2 | Santos        | Estadio Morumbi        | 7 de julio | 16:00 |
| Bahía               | 0 - 2 | Corinthians   | Arena Fonte Nova       | 7 de julio | 16:00 |
| Internacional       | 5 - 3 | Vasco da Gama | Estadio Centenário     | 7 de julio | 16:00 |
| Goiás               | 1 - 0 | Vitória       | Estadio Serra Dourada  | 7 de julio | 16:00 |
| Botafogo            | 1 - 0 | Fluminense    | Arena Pernambuco       | 7 de julio | 18:30 |
| Atlético Mineiro    | 3 - 2 | Criciúma      | Estadio Independência  | 7 de julio | 18:30 |

| Fluminense    | 2 - 3 | Internacional       | Estadio Moacyrzão        | 13 de julio | 18:30 |
| Santos        | 4 - 1 | Portuguesa          | Estadio Vila Belmiro     | 13 de julio | 18:30 |
| Ponte Preta   | 0 - 0 | Bahía               | Estadio Moisés Lucarelli | 13 de julio | 21:00 |
| Corinthians   | 0 - 1 | Atlético Mineiro    | Estadio Pacaembu         | 14 de julio | 16:00 |
| Vitória       | 3 - 2 | São Paulo           | Estadio Barradão         | 14 de julio | 16:00 |
| Grêmio        | 2 - 1 | Botafogo            | Arena do Grêmio          | 14 de julio | 16:00 |
| Coritiba      | 1 - 0 | Atlético Paranaense | Estadio Couto Pereira    | 14 de julio | 16:00 |
| Vasco da Gama | 0 - 1 | Flamengo            | Estadio Mané Garrincha   | 14 de julio | 18:30 |
| Criciúma      | 0 - 0 | Goiás               | Estadio Heriberto Hülse  | 14 de julio | 18:30 |
| Cruzeiro      | 3 - 0 | Náutico             | Estadio Mineirão         | 14 de julio | 18:30 |

| Botafogo            | 2 - 0 | Náutico       | Estadio São Januário    | 20 de julio  | 18:30 |
| São Paulo           | 0 - 3 | Cruzeiro      | Estadio Morumbi         | 20 de julio  | 18:30 |
| Criciúma            | 2 - 1 | Grêmio        | Estadio Heriberto Hülse | 20 de julio  | 18:30 |
| Vitória             | 0 - 0 | Bahía         | Arena Fonte Nova        | 21 de julio  | 16:00 |
| Internacional       | 1 - 0 | Flamengo      | Estadio Centenário      | 21 de julio  | 16:00 |
| Atlético Paranaense | 1 - 1 | Corinthians   | Vila Capanema           | 21 de julio  | 16:00 |
| Santos              | 2 - 2 | Coritiba      | Estadio Vila Belmiro    | 21 de julio  | 16:00 |
| Fluminense          | 1 - 3 | Vasco da Gama | Estadio Maracanã        | 21 de julio  | 18:30 |
| Goiás               | 2 - 1 | Portuguesa    | Estadio Serra Dourada   | 21 de julio  | 18:30 |
| Atlético Mineiro    | 4 - 0 | Ponte Preta   | Estadio Independência   | 3 de octubre | 19:30 |

| Vasco da Gama | 3 - 2 | Criciúma            | Estadio São Januário     | 27 de julio | 18:30 |
| Portuguesa    | 2 - 3 | Atlético Paranaense | Estadio do Canindé       | 27 de julio | 18:30 |
| Ponte Preta   | 1 - 0 | Santos              | Estadio Moisés Lucarelli | 27 de julio | 21:00 |
| Corinthians   | 0 - 0 | São Paulo           | Estadio Pacaembu         | 28 de julio | 16:00 |
| Grêmio        | 2 - 0 | Fluminense          | Arena do Grêmio          | 28 de julio | 16:00 |
| Náutico       | 3 - 0 | Internacional       | Arena Pernambuco         | 28 de julio | 16:00 |
| Cruzeiro      | 4 - 1 | Atlético Mineiro    | Estadio Mineirão         | 28 de julio | 16:00 |
| Flamengo      | 1 - 1 | Botafogo            | Estadio Maracanã         | 28 de julio | 18:30 |
| Bahía         | 2 - 1 | Goiás               | Arena Fonte Nova         | 28 de julio | 18:30 |
| Coritiba      | 1 - 1 | Vitória             | Estadio Couto Pereira    | 28 de julio | 18:30 |

| Fluminense       | 1 - 0 | Cruzeiro            | Estadio Maracanã      | 31 de julio      | 19:30 |
| Atlético Mineiro | 1 - 2 | Atlético Paranaense | Estadio Independência | 31 de julio      | 19:30 |
| Portuguesa       | 1 - 1 | Criciúma            | Estadio do Canindé    | 31 de julio      | 19:30 |
| Coritiba         | 5 - 3 | Ponte Preta         | Estadio Couto Pereira | 31 de julio      | 21:00 |
| Corinthians      | 2 - 0 | Grêmio              | Estadio Pacaembu      | 31 de julio      | 21:50 |
| Bahía            | 3 - 0 | Flamengo            | Arena Fonte Nova      | 31 de julio      | 21:50 |
| Botafogo         | 2 - 0 | Vitória             | Estadio São Januário  | 1 de agosto      | 19:30 |
| Goiás            | 1 - 1 | Vasco da Gama       | Estadio Serra Dourada | 1 de agosto      | 21:00 |
| Náutico          | 0 - 1 | São Paulo           | Arena Pernambuco      | 3 de septiembre  | 21:00 |
| Internacional    | 1 - 2 | Santos              | Estadio do Vale       | 10 de septiembre | 19:30 |

| São Paulo           | 1 - 2 | Bahía            | Estadio Morumbi          | 10 de julio      | 21:00 |
| Cruzeiro            | 1 - 0 | Coritiba         | Estadio Mineirão         | 3 de agosto      | 18:30 |
| Flamengo            | 3 - 0 | Atlético Mineiro | Estadio Mané Garrincha   | 4 de agosto      | 16:00 |
| Ponte Preta         | 1 - 1 | Fluminense       | Estadio Moisés Lucarelli | 4 de agosto      | 16:00 |
| Criciúma            | 0 - 2 | Corinthians      | Estadio Heriberto Hülse  | 4 de agosto      | 16:00 |
| Atlético Paranaense | 2 - 0 | Goiás            | Vila Capanema            | 4 de agosto      | 16:00 |
| Grêmio              | 1 - 1 | Internacional    | Arena do Grêmio          | 4 de agosto      | 16:00 |
| Vasco da Gama       | 2 - 3 | Botafogo         | Estadio Maracanã         | 4 de agosto      | 18:30 |
| Vitória             | 2 - 1 | Portuguesa       | Estadio Barradão         | 4 de agosto      | 18:30 |
| Santos              | 1 - 1 | Náutico          | Estadio Vila Belmiro     | 25 de septiembre | 21:00 |

| São Paulo           | 0 - 1 | Internacional | Estadio Morumbi         | 24 de julio | 21:00 |
| Vitória             | 1 - 1 | Fluminense    | Estadio Barradão        | 7 de agosto | 19:30 |
| Criciúma            | 1 - 2 | Cruzeiro      | Estadio Heriberto Hülse | 7 de agosto | 19:30 |
| Flamengo            | 1 - 1 | Portuguesa    | Estadio Mané Garrincha  | 7 de agosto | 21:00 |
| Atlético Paranaense | 1 - 0 | Bahía         | Vila Capanema           | 7 de agosto | 21:00 |
| Santos              | 1 - 1 | Corinthians   | Estadio Vila Belmiro    | 7 de agosto | 21:50 |
| Atlético Mineiro    | 2 - 2 | Botafogo      | Estadio Independência   | 7 de agosto | 21:50 |
| Goiás               | 2 - 1 | Náutico       | Estadio Serra Dourada   | 7 de agosto | 21:50 |
| Vasco da Gama       | 1 - 1 | Ponte Preta   | Estadio São Januário    | 8 de agosto | 21:00 |
| Grêmio              | 0 - 1 | Coritiba      | Arena do Grêmio         | 8 de agosto | 21:00 |

| Botafogo      | 1 - 1 | Goiás               | Estadio Mané Garrincha   | 10 de agosto | 18:30 |
| Náutico       | 0 - 0 | Atlético Mineiro    | Arena Pernambuco         | 10 de agosto | 18:30 |
| Corinthians   | 2 - 0 | Vitória             | Estadio Pacaembu         | 11 de agosto | 16:00 |
| Cruzeiro      | 0 - 0 | Santos              | Estadio Mineirão         | 11 de agosto | 16:00 |
| Coritiba      | 0 - 1 | Vasco da Gama       | Estadio Couto Pereira    | 11 de agosto | 16:00 |
| Fluminense    | 2 - 3 | Flamengo            | Estadio Maracanã         | 11 de agosto | 16:00 |
| Internacional | 2 - 2 | Atlético Paranaense | Estadio do Vale          | 11 de agosto | 18:30 |
| Bahía         | 0 - 3 | Grêmio              | Arena Fonte Nova         | 11 de agosto | 18:30 |
| Ponte Preta   | 3 - 1 | Criciúma            | Estadio Moisés Lucarelli | 11 de agosto | 18:30 |
| Portuguesa    | 2 - 1 | São Paulo           | Estadio do Canindé       | 11 de agosto | 18:30 |

| Santos           | 1 - 1 | Vasco da Gama       | Estadio Vila Belmiro    | 14 de agosto | 19:30 |
| Atlético Mineiro | 2 - 0 | Bahía               | Estadio Independência   | 14 de agosto | 19:30 |
| Criciúma         | 3 - 0 | Náutico             | Estadio Heriberto Hülse | 14 de agosto | 19:30 |
| Vitória          | 3 - 1 | Ponte Preta         | Estadio Barradão        | 14 de agosto | 21:00 |
| Coritiba         | 1 - 1 | Portuguesa          | Estadio Couto Pereira   | 14 de agosto | 21:00 |
| Goiás            | 1 - 1 | Flamengo            | Estadio Serra Dourada   | 14 de agosto | 21:50 |
| Fluminense       | 0 - 0 | Corinthians         | Estadio Maracanã        | 14 de agosto | 21:50 |
| Grêmio           | 3 - 1 | Cruzeiro            | Arena do Grêmio         | 14 de agosto | 21:50 |
| Botafogo         | 3 - 3 | Internacional       | Estadio São Januário    | 15 de agosto | 21:00 |
| São Paulo        | 1 - 1 | Atlético Paranaense | Estadio Morumbi         | 15 de agosto | 21:00 |

| Náutico             | 0 - 1 | Fluminense       | Arena Pernambuco         | 17 de agosto | 18:30 |
| Cruzeiro            | 5 - 1 | Vitória          | Estadio Mineirão         | 17 de agosto | 18:30 |
| Vasco da Gama       | 2 - 3 | Grêmio           | Estadio São Januário     | 17 de agosto | 21:00 |
| Flamengo            | 0 - 0 | São Paulo        | Estadio Mané Garrincha   | 18 de agosto | 16:00 |
| Corinthians         | 1 - 0 | Coritiba         | Estadio Pacaembu         | 18 de agosto | 16:00 |
| Ponte Preta         | 0 - 1 | Goiás            | Estadio Moisés Lucarelli | 18 de agosto | 16:00 |
| Portuguesa          | 1 - 3 | Botafogo         | Estadio do Canindé       | 18 de agosto | 16:00 |
| Bahía               | 0 - 0 | Santos           | Estadio de Pituaçu       | 18 de agosto | 18:30 |
| Internacional       | 0 - 0 | Atlético Mineiro | Estadio do Vale          | 18 de agosto | 18:30 |
| Atlético Paranaense | 2 - 1 | Criciúma         | Vila Capanema            | 18 de agosto | 18:30 |

| Flamengo            | 0 - 1 | Grêmio      | Estadio Mané Garrincha   | 24 de agosto | 18:30 |
| Ponte Preta         | 0 - 2 | Cruzeiro    | Estadio Moisés Lucarelli | 24 de agosto | 18:30 |
| Santos              | 2 - 0 | Vitória     | Estadio Vila Belmiro     | 24 de agosto | 18:30 |
| Criciúma            | 2 - 1 | Coritiba    | Estadio Heriberto Hülse  | 24 de agosto | 21:00 |
| Vasco da Gama       | 1 - 1 | Corinthians | Estadio São Januário     | 25 de agosto | 16:00 |
| São Paulo           | 2 - 1 | Fluminense  | Estadio Morumbi          | 25 de agosto | 16:00 |
| Bahía               | 2 - 0 | Náutico     | Estadio de Pituaçu       | 25 de agosto | 16:00 |
| Atlético Mineiro    | 2 - 1 | Portuguesa  | Estadio Independência    | 25 de agosto | 16:00 |
| Internacional       | 3 - 3 | Goiás       | Estadio do Vale          | 25 de agosto | 18:30 |
| Atlético Paranaense | 2 - 0 | Botafogo    | Vila Capanema            | 25 de agosto | 18:30 |

| Grêmio      | 1 - 0 | Ponte Preta         | Arena do Grêmio       | 31 de agosto    | 18:30 |
| Goiás       | 0 - 0 | Atlético Mineiro    | Estadio Serra Dourada | 31 de agosto    | 18:30 |
| Portuguesa  | 4 - 2 | Bahía               | Estadio do Canindé    | 31 de agosto    | 18:30 |
| Náutico     | 1 - 4 | Atlético Paranaense | Arena Pernambuco      | 31 de agosto    | 18:30 |
| Fluminense  | 0 - 2 | Santos              | Estadio Maracanã      | 31 de agosto    | 21:00 |
| Botafogo    | 0 - 0 | São Paulo           | Estadio Maracanã      | 1 de septiembre | 16:00 |
| Coritiba    | 0 - 0 | Internacional       | Estadio Couto Pereira | 1 de septiembre | 16:00 |
| Corinthians | 4 - 0 | Flamengo            | Estadio Pacaembu      | 1 de septiembre | 16:00 |
| Vitória     | 0 - 1 | Criciúma            | Estadio Barradão      | 1 de septiembre | 16:00 |
| Cruzeiro    | 5 - 3 | Vasco da Gama       | Estadio Mineirão      | 1 de septiembre | 18:30 |

| Goiás               | 2 - 0 | Grêmio        | Estadio Serra Dourada  | 3 de septiembre | 19:30 |
| Flamengo            | 2 - 1 | Vitória       | Estadio Mané Garrincha | 4 de septiembre | 19:30 |
| Atlético Paranaense | 2 - 1 | Santos        | Vila Capanema          | 4 de septiembre | 19:30 |
| Portuguesa          | 2 - 1 | Ponte Preta   | Estadio do Canindé     | 4 de septiembre | 21:00 |
| Internacional       | 1 - 0 | Corinthians   | Estadio do Vale        | 4 de septiembre | 21:50 |
| Atlético Mineiro    | 2 - 2 | Fluminense    | Estadio Independência  | 4 de septiembre | 21:50 |
| Bahía               | 1 - 3 | Cruzeiro      | Arena Fonte Nova       | 4 de septiembre | 21:50 |
| Botafogo            | 3 - 1 | Coritiba      | Estadio Maracanã       | 5 de septiembre | 19:30 |
| Náutico             | 0 - 3 | Vasco da Gama | Arena Pernambuco       | 5 de septiembre | 21:00 |
| São Paulo           | 1 - 2 | Criciúma      | Estadio Morumbi        | 5 de septiembre | 21:00 |

| Fluminense    | 1 - 0 | Bahía               | Estadio Maracanã         | 7 de septiembre | 18:30 |
| Vitória       | 1 - 1 | Atlético Mineiro    | Estadio Barradão         | 7 de septiembre | 18:30 |
| Ponte Preta   | 1 - 3 | Internacional       | Estadio Moisés Lucarelli | 7 de septiembre | 18:30 |
| Santos        | 1 - 0 | Goiás               | Estadio Vila Belmiro     | 7 de septiembre | 18:30 |
| Grêmio        | 3 - 2 | Portuguesa          | Arena do Grêmio          | 7 de septiembre | 21:00 |
| Cruzeiro      | 1 - 0 | Flamengo            | Estadio Mineirão         | 8 de septiembre | 16:00 |
| Corinthians   | 0 - 0 | Náutico             | Estadio Pacaembu         | 8 de septiembre | 16:00 |
| Coritiba      | 2 - 0 | São Paulo           | Estadio Couto Pereira    | 8 de septiembre | 16:00 |
| Vasco da Gama | 0 - 0 | Atlético Paranaense | Estadio São Januário     | 8 de septiembre | 18:30 |
| Criciúma      | 1 - 2 | Botafogo            | Estadio Heriberto Hülse  | 8 de septiembre | 18:30 |

### Segunda rueda
| Atlético Paranaense | 1 - 1 | Fluminense    | Vila Capanema         | 11 de septiembre | 19:30 |
| Bahía               | 2 - 2 | Criciúma      | Arena Fonte Nova      | 11 de septiembre | 21:00 |
| Goiás               | 1 - 2 | Cruzeiro      | Estadio Serra Dourada | 11 de septiembre | 21:00 |
| Portuguesa          | 2 - 0 | Vasco da Gama | Estadio do Canindé    | 11 de septiembre | 21:50 |
| Botafogo            | 1 - 0 | Corinthians   | Estadio Maracanã      | 11 de septiembre | 21:50 |
| Náutico             | 0 - 2 | Grêmio        | Arena Pernambuco      | 11 de septiembre | 21:50 |
| Internacional       | 2 - 2 | Vitória       | Estadio do Vale       | 12 de septiembre | 19:30 |
| Flamengo            | 2 - 1 | Santos        | Estadio Maracanã      | 12 de septiembre | 21:00 |
| São Paulo           | 1 - 0 | Ponte Preta   | Estadio Morumbi       | 12 de septiembre | 21:00 |
| Atlético Mineiro    | 3 - 0 | Coritiba      | Estadio Independência | 12 de septiembre | 21:00 |

| Cruzeiro      | 1 - 0 | Atlético Paranaense | Estadio Mineirão         | 14 de septiembre | 18:30 |
| Fluminense    | 2 - 1 | Portuguesa          | Estadio Maracanã         | 14 de septiembre | 21:00 |
| Vasco da Gama | 0 - 2 | São Paulo           | Estadio São Januário     | 15 de septiembre | 16:00 |
| Corinthians   | 1 - 2 | Goiás               | Estadio Pacaembu         | 15 de septiembre | 16:00 |
| Ponte Preta   | 1 - 1 | Flamengo            | Estadio Moisés Lucarelli | 15 de septiembre | 16:00 |
| Criciúma      | 0 - 1 | Internacional       | Estadio Heriberto Hülse  | 15 de septiembre | 16:00 |
| Coritiba      | 2 - 2 | Bahía               | Estadio Couto Pereira    | 15 de septiembre | 16:00 |
| Vitória       | 2 - 1 | Náutico             | Estadio Barradão         | 15 de septiembre | 18:30 |
| Grêmio        | 0 - 1 | Atlético Mineiro    | Arena do Grêmio          | 15 de septiembre | 18:30 |
| Santos        | 1 - 2 | Botafogo            | Estadio Vila Belmiro     | 15 de septiembre | 18:30 |

| Grêmio        | 1 - 1 | Santos              | Arena do Grêmio          | 18 de septiembre | 19:30 |
| Vasco da Gama | 1 - 2 | Vitória             | Estadio São Januário     | 18 de septiembre | 19:30 |
| Criciúma      | 1 - 2 | Fluminense          | Estadio Heriberto Hülse  | 18 de septiembre | 21:00 |
| Coritiba      | 2 - 2 | Goiás               | Estadio Couto Pereira    | 18 de septiembre | 21:00 |
| São Paulo     | 1 - 0 | Atlético Mineiro    | Estadio Morumbi          | 18 de septiembre | 21:50 |
| Ponte Preta   | 2 - 0 | Corinthians         | Estadio Moisés Lucarelli | 18 de septiembre | 21:50 |
| Cruzeiro      | 3 - 0 | Botafogo            | Estadio Mineirão         | 18 de septiembre | 21:50 |
| Flamengo      | 2 - 4 | Atlético Paranaense | Estadio Maracanã         | 19 de septiembre | 19:30 |
| Bahía         | 2 - 0 | Internacional       | Arena Fonte Nova         | 19 de septiembre | 21:00 |
| Portuguesa    | 3 - 0 | Náutico             | Estadio do Canindé       | 19 de septiembre | 21:00 |

| Fluminense          | 1 - 1 | Coritiba      | Estadio Maracanã      | 21 de septiembre | 18:30 |
| Vitória             | 0 - 0 | Grêmio        | Estadio Barradão      | 21 de septiembre | 21:00 |
| Botafogo            | 1 - 2 | Bahía         | Estadio Maracanã      | 22 de septiembre | 16:00 |
| Náutico             | 0 - 0 | Flamengo      | Arena Pernambuco      | 22 de septiembre | 16:00 |
| Goiás               | 1 - 0 | São Paulo     | Estadio Serra Dourada | 22 de septiembre | 16:00 |
| Corinthians         | 0 - 0 | Cruzeiro      | Estadio Pacaembu      | 22 de septiembre | 16:00 |
| Internacional       | 0 - 1 | Portuguesa    | Estadio do Vale       | 22 de septiembre | 16:00 |
| Atlético Mineiro    | 2 - 1 | Vasco da Gama | Estadio Independência | 22 de septiembre | 18:30 |
| Atlético Paranaense | 1 - 0 | Ponte Preta   | Vila Capanema         | 22 de septiembre | 18:30 |
| Santos              | 2 - 1 | Criciúma      | Estadio Vila Belmiro  | 22 de septiembre | 18:30 |

| Goiás               | 1 - 2 | Fluminense    | Estadio Serra Dourada | 28 de septiembre | 18:30 |
| Náutico             | 3 - 0 | Coritiba      | Arena Pernambuco      | 28 de septiembre | 18:30 |
| Botafogo            | 0 - 1 | Ponte Preta   | Estadio Maracanã      | 28 de septiembre | 21:00 |
| São Paulo           | 0 - 1 | Grêmio        | Estadio Morumbi       | 29 de septiembre | 16:00 |
| Portuguesa          | 4 - 0 | Corinthians   | Estadio Morenão       | 29 de septiembre | 16:00 |
| Flamengo            | 4 - 1 | Criciúma      | Estadio Maracanã      | 29 de septiembre | 16:00 |
| Bahía               | 0 - 0 | Vasco da Gama | Arena Fonte Nova      | 29 de septiembre | 16:00 |
| Atlético Paranaense | 3 - 5 | Vitória       | Vila Capanema         | 29 de septiembre | 18:30 |
| Internacional       | 1 - 2 | Cruzeiro      | Estadio do Vale       | 29 de septiembre | 18:30 |
| Atlético Mineiro    | 3 - 1 | Santos        | Estadio Independência | 29 de septiembre | 18:30 |

| Criciúma      | 1 - 1 | Atlético Mineiro    | Estadio Heriberto Hülse  | 25 de septiembre | 19:30 |
| Ponte Preta   | 1 - 2 | Náutico             | Estadio Moisés Lucarelli | 1 de octubre     | 19:30 |
| Grêmio        | 1 - 0 | Atlético Paranaense | Arena do Grêmio          | 2 de octubre     | 19:30 |
| Cruzeiro      | 4 - 0 | Portuguesa          | Estadio Mineirão         | 2 de octubre     | 19:30 |
| Fluminense    | 1 - 1 | Botafogo            | Estadio Maracanã         | 2 de octubre     | 21:00 |
| Vitória       | 2 - 1 | Goiás               | Estadio Barradão         | 2 de octubre     | 21:00 |
| Corinthians   | 2 - 0 | Bahía               | Estadio Romildão         | 2 de octubre     | 21:50 |
| Coritiba      | 0 - 2 | Flamengo            | Estadio Couto Pereira    | 2 de octubre     | 21:50 |
| Santos        | 3 - 0 | São Paulo           | Estadio Vila Belmiro     | 2 de octubre     | 21:50 |
| Vasco da Gama | 3 - 1 | Internacional       | Estadio Moacyrzão        | 3 de octubre     | 21:00 |

| Botafogo            | 0 - 1 | Grêmio        | Estadio Maracanã       | 5 de octubre | 18:30 |
| São Paulo           | 3 - 2 | Vitória       | Estadio Morumbi        | 5 de octubre | 21:00 |
| Internacional       | 1 - 0 | Fluminense    | Estadio Centenário     | 6 de octubre | 16:00 |
| Náutico             | 1 - 4 | Cruzeiro      | Arena Pernambuco       | 6 de octubre | 16:00 |
| Atlético Mineiro    | 0 - 0 | Corinthians   | Estadio Independência  | 6 de octubre | 16:00 |
| Atlético Paranaense | 2 - 1 | Coritiba      | Vila Capanema          | 6 de octubre | 16:00 |
| Flamengo            | 1 - 1 | Vasco da Gama | Estadio Mané Garrincha | 6 de octubre | 16:00 |
| Bahía               | 1 - 1 | Ponte Preta   | Arena Fonte Nova       | 6 de octubre | 18:30 |
| Goiás               | 1 - 1 | Criciúma      | Estadio Serra Dourada  | 6 de octubre | 18:30 |
| Portuguesa          | 3 - 0 | Santos        | Estadio do Canindé     | 6 de octubre | 18:30 |

| Coritiba      | 1 - 0 | Santos              | Estadio Couto Pereira    | 9 de octubre  | 19:30 |
| Grêmio        | 1 - 2 | Criciúma            | Arena do Grêmio          | 9 de octubre  | 19:30 |
| Vasco da Gama | 1 - 0 | Fluminense          | Estadio Ressacada        | 9 de octubre  | 21:00 |
| Ponte Preta   | 2 - 0 | Atlético Mineiro    | Estadio Moisés Lucarelli | 9 de octubre  | 21:00 |
| Bahía         | 2 - 0 | Vitória             | Arena Fonte Nova         | 9 de octubre  | 21:00 |
| Cruzeiro      | 0 - 2 | São Paulo           | Estadio Mineirão         | 9 de octubre  | 21:50 |
| Corinthians   | 0 - 0 | Atlético Paranaense | Estadio Romildão         | 9 de octubre  | 21:50 |
| Náutico       | 1 - 3 | Botafogo            | Arena Pernambuco         | 9 de octubre  | 21:50 |
| Portuguesa    | 1 - 2 | Goiás               | Estadio do Canindé       | 10 de octubre | 19:30 |
| Flamengo      | 2 - 1 | Internacional       | Estadio Maracanã         | 10 de octubre | 21:00 |

| Fluminense          | 1 - 1 | Grêmio        | Estadio Maracanã        | 12 de octubre | 18:30 |
| Vitória             | 2 - 1 | Coritiba      | Estadio Barradão        | 12 de octubre | 18:30 |
| Santos              | 2 - 1 | Ponte Preta   | Estadio Pacaembu        | 12 de octubre | 21:00 |
| Criciúma            | 3 - 2 | Vasco da Gama | Estadio Heriberto Hülse | 13 de octubre | 16:00 |
| São Paulo           | 0 - 0 | Corinthians   | Estadio Morumbi         | 13 de octubre | 16:00 |
| Atlético Mineiro    | 1 - 0 | Cruzeiro      | Estadio Independência   | 13 de octubre | 16:00 |
| Internacional       | 4 - 1 | Náutico       | Estadio Centenário      | 13 de octubre | 16:00 |
| Goiás               | 3 - 1 | Bahía         | Estadio Serra Dourada   | 13 de octubre | 18:30 |
| Atlético Paranaense | 1 - 0 | Portuguesa    | Vila Capanema           | 13 de octubre | 18:30 |
| Botafogo            | 2 - 1 | Flamengo      | Estadio Maracanã        | 13 de octubre | 18:30 |

| Santos              | 0 - 0 | Internacional    | Estadio Vila Belmiro     | 16 de octubre | 19:30 |
| Cruzeiro            | 1 - 0 | Fluminense       | Estadio Mineirão         | 16 de octubre | 19:30 |
| São Paulo           | 3 - 0 | Náutico          | Estadio Morumbi          | 16 de octubre | 21:00 |
| Ponte Preta         | 1 - 0 | Coritiba         | Estadio Moisés Lucarelli | 16 de octubre | 21:00 |
| Criciúma            | 1 - 3 | Portuguesa       | Estadio Heriberto Hülse  | 16 de octubre | 21:00 |
| Grêmio              | 1 - 0 | Corinthians      | Arena do Grêmio          | 16 de octubre | 21:50 |
| Flamengo            | 2 - 1 | Bahía            | Estadio Maracanã         | 16 de octubre | 21:50 |
| Atlético Paranaense | 1 - 0 | Atlético Mineiro | Vila Capanema            | 16 de octubre | 21:50 |
| Vasco da Gama       | 0 - 2 | Goiás            | Estadio Moacyrzão        | 17 de octubre | 19:30 |
| Vitória             | 1 - 0 | Botafogo         | Estadio Barradão         | 17 de octubre | 21:00 |

| Fluminense       | 1 - 1 | Ponte Preta         | Estadio Maracanã       | 19 de octubre | 16:00 |
| Náutico          | 1 - 5 | Santos              | Arena Pernambuco       | 19 de octubre | 18:30 |
| Corinthians      | 1 - 0 | Criciúma            | Estadio Novelli Júnior | 19 de octubre | 21:00 |
| Bahía            | 0 - 1 | São Paulo           | Arena Fonte Nova       | 20 de octubre | 16:00 |
| Atlético Mineiro | 1 - 0 | Flamengo            | Estadio Independência  | 20 de octubre | 16:00 |
| Internacional    | 2 - 2 | Grêmio              | Estadio Centenário     | 20 de octubre | 16:00 |
| Goiás            | 3 - 0 | Atlético Paranaense | Estadio Serra Dourada  | 20 de octubre | 16:00 |
| Botafogo         | 2 - 2 | Vasco da Gama       | Estadio Maracanã       | 20 de octubre | 18:30 |
| Coritiba         | 2 - 1 | Cruzeiro            | Estadio Couto Pereira  | 20 de octubre | 18:30 |
| Portuguesa       | 1 - 1 | Vitória             | Estadio do Canindé     | 20 de octubre | 18:30 |

| Botafogo      | 1 - 0 | Atlético Mineiro    | Estadio Maracanã         | 26 de octubre | 18:30 |
| Cruzeiro      | 5 - 3 | Criciúma            | Estadio Mineirão         | 26 de octubre | 18:30 |
| Corinthians   | 1 - 1 | Santos              | Estadio Fonte Luminosa   | 27 de octubre | 16:00 |
| Bahía         | 1 - 1 | Atlético Paranaense | Arena Fonte Nova         | 27 de octubre | 16:00 |
| Internacional | 2 - 3 | São Paulo           | Estadio Centenário       | 27 de octubre | 16:00 |
| Ponte Preta   | 2 - 1 | Vasco da Gama       | Estadio Moisés Lucarelli | 27 de octubre | 16:00 |
| Portuguesa    | 0 - 0 | Flamengo            | Estadio Castelão         | 27 de octubre | 16:00 |
| Náutico       | 0 - 2 | Goiás               | Arena Pernambuco         | 27 de octubre | 18:30 |
| Fluminense    | 2 - 3 | Vitória             | Estadio Maracanã         | 27 de octubre | 18:30 |
| Coritiba      | 4 - 0 | Grêmio              | Estadio Couto Pereira    | 27 de octubre | 18:30 |

| São Paulo           | 2 - 1 | Portuguesa    | Estadio Morumbi         | 2 de noviembre | 19:30 |
| Vasco da Gama       | 2 - 1 | Coritiba      | Estadio Moacyrzão       | 2 de noviembre | 19:30 |
| Atlético Mineiro    | 5 - 0 | Náutico       | Estadio Independência   | 2 de noviembre | 21:00 |
| Goiás               | 1 - 0 | Botafogo      | Estadio Serra Dourada   | 3 de noviembre | 17:00 |
| Vitória             | 1 - 1 | Corinthians   | Estadio Barradão        | 3 de noviembre | 17:00 |
| Grêmio              | 0 - 0 | Bahía         | Arena do Grêmio         | 3 de noviembre | 17:00 |
| Santos              | 0 - 1 | Cruzeiro      | Estadio Vila Belmiro    | 3 de noviembre | 17:00 |
| Flamengo            | 1 - 0 | Fluminense    | Estadio Maracanã        | 3 de noviembre | 19:30 |
| Atlético Paranaense | 1 - 0 | Internacional | Vila Capanema           | 3 de noviembre | 19:30 |
| Criciúma            | 1 - 1 | Ponte Preta   | Estadio Heriberto Hülse | 3 de noviembre | 19:30 |

| Portuguesa          | 0 - 0 | Coritiba         | Estadio do Canindé       | 9 de noviembre  | 19:30 |
| Bahía               | 0 - 0 | Atlético Mineiro | Arena Fonte Nova         | 9 de noviembre  | 19:30 |
| Flamengo            | 1 - 1 | Goiás            | Estadio Maracanã         | 9 de noviembre  | 21:00 |
| Cruzeiro            | 3 - 0 | Grêmio           | Estadio Mineirão         | 10 de noviembre | 17:00 |
| Internacional       | 2 - 1 | Botafogo         | Estadio Centenário       | 10 de noviembre | 17:00 |
| Atlético Paranaense | 3 - 0 | São Paulo        | Vila Capanema            | 10 de noviembre | 17:00 |
| Ponte Preta         | 0 - 3 | Vitória          | Estadio Moisés Lucarelli | 10 de noviembre | 17:00 |
| Vasco da Gama       | 2 - 2 | Santos           | Estadio Maracanã         | 10 de noviembre | 19:30 |
| Corinthians         | 1 - 0 | Fluminense       | Estadio Fonte Luminosa   | 10 de noviembre | 19:30 |
| Náutico             | 0 - 1 | Criciúma         | Arena Pernambuco         | 10 de noviembre | 19:30 |

| Grêmio           | 1 - 0 | Vasco da Gama       | Arena do Grêmio         | 13 de noviembre | 19:30 |
| Goiás            | 2 - 0 | Ponte Preta         | Estadio Serra Dourada   | 13 de noviembre | 19:30 |
| Botafogo         | 0 - 0 | Portuguesa          | Estadio Maracanã        | 13 de noviembre | 21:00 |
| Criciúma         | 2 - 1 | Atlético Paranaense | Estadio Heriberto Hülse | 13 de noviembre | 21:00 |
| São Paulo        | 2 - 0 | Flamengo            | Estadio Novelli Júnior  | 13 de noviembre | 21:50 |
| Vitória          | 1 - 3 | Cruzeiro            | Estadio Barradão        | 13 de noviembre | 21:50 |
| Coritiba         | 0 - 1 | Corinthians         | Estadio Couto Pereira   | 13 de noviembre | 21:50 |
| Santos           | 3 - 0 | Bahía               | Estadio Pacaembu        | 14 de noviembre | 19:30 |
| Fluminense       | 2 - 0 | Náutico             | Estadio Maracanã        | 14 de noviembre | 21:00 |
| Atlético Mineiro | 2 - 1 | Internacional       | Estadio Independência   | 14 de noviembre | 21:00 |

| Botafogo    | 4 - 0 | Atlético Paranaense | Estadio Maracanã        | 16 de noviembre | 19:30 |
| Coritiba    | 1 - 2 | Criciúma            | Estadio Couto Pereira   | 16 de noviembre | 21:00 |
| Vitória     | 2 - 0 | Santos              | Estadio Barradão        | 17 de noviembre | 17:00 |
| Fluminense  | 2 - 1 | São Paulo           | Estadio Maracanã        | 17 de noviembre | 17:00 |
| Corinthians | 0 - 0 | Vasco da Gama       | Estadio Pacaembu        | 17 de noviembre | 17:00 |
| Cruzeiro    | 2 - 2 | Ponte Preta         | Estadio Parque do Sabiá | 17 de noviembre | 17:00 |
| Grêmio      | 2 - 1 | Flamengo            | Arena do Grêmio         | 17 de noviembre | 19:30 |
| Náutico     | 0 - 1 | Bahía               | Arena Pernambuco        | 17 de noviembre | 19:30 |
| Portuguesa  | 2 - 0 | Atlético Mineiro    | Estadio do Canindé      | 17 de noviembre | 19:30 |
| Goiás       | 3 - 1 | Internacional       | Estadio Serra Dourada   | 17 de noviembre | 19:30 |

| Vasco da Gama       | 2 - 1 | Cruzeiro    | Estadio Maracanã         | 23 de noviembre | 19:30 |
| Criciúma            | 1 - 1 | Vitória     | Estadio Heriberto Hülse  | 23 de noviembre | 19:30 |
| Atlético Mineiro    | 4 - 1 | Goiás       | Estadio Independência    | 23 de noviembre | 21:00 |
| Santos              | 1 - 0 | Fluminense  | Estadio Prudentão        | 24 de noviembre | 17:00 |
| Flamengo            | 1 - 0 | Corinthians | Estadio Maracanã         | 24 de noviembre | 17:00 |
| Ponte Preta         | 1 - 1 | Grêmio      | Estadio Moisés Lucarelli | 24 de noviembre | 17:00 |
| Atlético Paranaense | 6 - 1 | Náutico     | Arena Joinville          | 24 de noviembre | 17:00 |
| São Paulo           | 1 - 1 | Botafogo    | Estadio Morumbi          | 24 de noviembre | 19:30 |
| Internacional       | 0 - 0 | Coritiba    | Estadio Centenário       | 24 de noviembre | 19:30 |
| Bahía               | 1 - 0 | Portuguesa  | Arena Fonte Nova         | 24 de noviembre | 19:30 |

| Fluminense    | 2 - 2 | Atlético Mineiro    | Estadio Maracanã          | 30 de noviembre | 19:30 |
| Corinthians   | 0 - 0 | Internacional       | Estadio Pacaembu          | 30 de noviembre | 21:00 |
| Coritiba      | 2 - 1 | Botafogo            | Estadio Couto Pereira     | 1 de diciembre  | 17:00 |
| Vitória       | 4 - 2 | Flamengo            | Estadio Barradão          | 1 de diciembre  | 17:00 |
| Criciúma      | 1 - 0 | São Paulo           | Estadio Heriberto Hülse   | 1 de diciembre  | 17:00 |
| Vasco da Gama | 2 - 0 | Náutico             | Estadio Maracanã          | 1 de diciembre  | 17:00 |
| Ponte Preta   | 0 - 2 | Portuguesa          | Estadio Moisés Lucarelli  | 1 de diciembre  | 17:00 |
| Cruzeiro      | 1 - 2 | Bahía               | Estadio Mineirão          | 1 de diciembre  | 17:00 |
| Grêmio        | 1 - 0 | Goiás               | Arena do Grêmio           | 1 de diciembre  | 19:30 |
| Santos        | 2 - 1 | Atlético Paranaense | Estadio Benedito Teixeira | 1 de diciembre  | 19:30 |

| Flamengo            | 1 - 1 | Cruzeiro      | Estadio Maracanã      | 7 de diciembre | 19:00 |
| Náutico             | 1 - 0 | Corinthians   | Arena Pernambuco      | 7 de diciembre | 19:30 |
| Bahía               | 1 - 2 | Fluminense    | Arena Fonte Nova      | 8 de diciembre | 17:00 |
| Atlético Paranaense | 5 - 1 | Vasco da Gama | Vila Capanema         | 8 de diciembre | 17:00 |
| São Paulo           | 0 - 1 | Coritiba      | Estadio Morumbi       | 8 de diciembre | 17:00 |
| Botafogo            | 3 - 0 | Criciúma      | Estadio Maracanã      | 8 de diciembre | 17:00 |
| Internacional       | 0 - 0 | Ponte Preta   | Estadio Centenário    | 8 de diciembre | 17:00 |
| Goiás               | 0 - 3 | Santos        | Estadio Serra Dourada | 8 de diciembre | 17:00 |
| Atlético Mineiro    | 2 - 2 | Vitória       | Estadio Independência | 8 de diciembre | 17:00 |
| Portuguesa          | 0 - 0 | Grêmio        | Estadio do Canindé    | 8 de diciembre | 17:00 |

## Estadísticas
| Pos. | Jugador           | Jugador   | Goles | Equipo              |
| ---- | ----------------- | --------- | ----- | ------------------- |
| 1°   | Bandera de Brasil | Éderson   | 21    | Atlético Paranaense |
| 2°   | Bandera de Brasil | Dinei     | 16    | Vitória             |
| 2°   | Bandera de Brasil | Hernane   | 16    | Flamengo            |
| 3°   | Bandera de Brasil | Cícero    | 15    | Santos              |
| 3°   | Bandera de Brasil | Fernandão | 15    | Bahía               |
| 4°   | Bandera de Brasil | Gilberto  | 14    | Portuguesa          |
| 4°   | Bandera de Brasil | William   | 14    | Ponte Preta         |
| 5°   | Bandera de Brasil | Walter    | 13    | Goiás               |

| Pos. | Jugador                     | Jugador             | Asist. | Equipo              |
| ---- | --------------------------- | ------------------- | ------ | ------------------- |
| 1°   | Bandera de Brasil           | Éverton Ribeiro     | 11     | Cruzeiro            |
| 2°   | Bandera de Brasil           | Rafael Sóbis        | 10     | Fluminense          |
| 3°   | Bandera de Argentina        | Andrés D'Alessandro | 9      | Internacional       |
| 3°   | Bandera de los Países Bajos | Clarence Seedorf    | 9      | Botafogo            |
| 3°   | Bandera de Brasil           | Willian             | 9      | Cruzeiro            |
| 4°   | Bandera de Argentina        | Walter Montillo     | 8      | Santos              |
| 4°   | Bandera de Brasil           | Paulo Baier         | 8      | Atlético Paranaense |
| 4°   | Bandera de Brasil           | Rafael Marques      | 8      | Botafogo            |

### Equipo ideal de la temporada
La alineación ideal del Brasileirão 2013, estuvo conformada por:
| Pos.                                      | Futbolista      | Equipo              |
| ----------------------------------------- | --------------- | ------------------- |
| Guardameta                                | Fábio           | Cruzeiro            |
| Defensa                                   | Marcos Rocha    | Atlético Mineiro    |
| Defensa                                   | Dedé            | Cruzeiro            |
| Defensa                                   | Manoel          | Atlético Paranaense |
| Defensa                                   | Alex Telles     | Grêmio              |
| Centrocampista                            | Nílton          | Cruzeiro            |
| Centrocampista                            | Elias           | Flamengo            |
| Centrocampista · Mejor jugador del torneo | Éverton Ribeiro | Cruzeiro            |
| Centrocampista                            | Paulo Baier     | Atlético Paranaense |
| Delantero                                 | Walter          | Goiás               |
| Delantero                                 | Éderson         | Atlético Paranaense |